# Burgh (Suffolk)
Burgh is een plaats en civil parish in het Engelse graafschap Suffolk met 191 inwoners.